# Palocabildo
Palocabildo – miasto w Kolumbii, w departamencie Tolima.